# Roberto Zucco
Roberto Zucco és una obra de teatre de Bernard-Marie Koltès (1988), inspirada en fets reals, que relata la història d'un assassí en sèrie italià Roberto Succo, elevada a una dimensió mística i barrejada amb la història d'una noia a qui ell porta a la perdició. Aquesta obra va provocar un enorme escàndol, perquè s'hi confonen fets reals i tràgics.

## Descripció
Ritme ràpid, situacions expressionistes del més pur "Stationendrama", una desfilada de personatges, una sèrie de morts. Aquesta obra representa també la ruptura del duo Koltès-Chéreau, va ser posada en escena per primera vegada a Alemanya, a Berlín en 1990.
«Al febrer d'enguany, jo vaig veure, un cartell dins del metro, en ell buscava un assassí d'un policia. Em vaig quedar fascinat per la foto del cartell. Un temps després, vaig veure en la televisió el mateix noi sent capturat i portat a la presó emmanillat per uns policies, des de dins de la mateixa presó ell va desafiar el món. (...) El seu nom és Roberto Succo: ell, amb tan sols quinze anys va matar als seus pares i després va fugir fins als vint-i-cinc anys “raonables”, després va travessar precipitadament la línia (...) que és la primera vegada que prenc com a punt de partida un fet real, però és que no hi ha un fet real. Succo té una trajectòria d'una puresa increïble.» (Bernard-Marie Koltès – Entrevista).

## Representacions
Fou representada a Mont-real el 1993 per la companyia UBU, amb posada en escena de Denis Marleau al Festival de Teatre de les Amèriques. El 1994 amb posada en escena de Marie-Claude L'Hotel, Neuves-Maisons: a la sala Jean Lhote. El 1996 fou representada a Brussel·les, al Teatre Gennevilliers, amb posada en escena d'Armel Roussel.
Ha estat traduïda al català per Maurici Ferrer i Dans i es va fer una adaptació de Lluís Pasqual i Guillem-Jordi Graells que fou representada al Teatre Lliure l'11 de setembre de 1993 protagonitzada per Eduard Fernández, Laia Marull, Anna Lizaran i Emma Vilarasau.
Lluís Pasqual va fer una nova representació en castellà al Teatro María Guerrero amb el Centro Dramático Nacional i protagonitzada per María Asquerino, Cesáreo Estébanez, Walter Vidarte, Mercedes Sampietro, Carmen Machi, Aida Folch i Teresa Lozano.

## Versions cinematogràfiques
El 2009, es va estrenar Roberto Succo, una producció colombiana dirigida per Christine Specht, Una Obra de Teatre que es converteix en un remolí amb aire circense i música en viu els Funámbulos centre d'Experimentació Artística.
El 2001, es va estrenar Roberto Succo, una pel·lícula francesa dirigida per Cédric Kahn, inspirada en la vida de Roberto Succo.